# Neuilly-en-Thelle
Neuilly-en-Thelle és un municipi francès, situat al departament de l'Oise i a la regió dels Alts de França. L'any 2007 tenia 3.096 habitants.

## Demografia

### Població
El 2007 la població de fet de Neuilly-en-Thelle era de 3.096 persones. Hi havia 1.198 famílies de les quals 286 eren unipersonals (127 homes vivint sols i 159 dones vivint soles), 360 parelles sense fills, 496 parelles amb fills i 56 famílies monoparentals amb fills.
La població ha evolucionat segons el següent gràfic:
Habitants censats

### Habitatges
El 2007 hi havia 1.292 habitatges, 1.205 eren l'habitatge principal de la família, 25 eren segones residències i 61 estaven desocupats. 1.001 eren cases i 289 eren apartaments. Dels 1.205 habitatges principals, 855 estaven ocupats pels seus propietaris, 325 estaven llogats i ocupats pels llogaters i 25 estaven cedits a títol gratuït; 36 tenien una cambra, 116 en tenien dues, 236 en tenien tres, 270 en tenien quatre i 547 en tenien cinc o més. 826 habitatges disposaven pel capbaix d'una plaça de pàrquing. A 525 habitatges hi havia un automòbil i a 553 n'hi havia dos o més.

### Piràmide de població
La piràmide de població per edats i sexe el 2009 era:
| Homes | Edats   | Dones |
| ----- | ------- | ----- |
| 4     | 95 o +  | 0     |
| 0     | 90 a 94 | 12    |
| 12    | 85 a 89 | 4     |
| 8     | 80 a 84 | 24    |
| 36    | 75 a 79 | 52    |
| 32    | 70 a 74 | 68    |
| 48    | 65 a 69 | 40    |
| 64    | 60 a 64 | 48    |
| 72    | 55 a 59 | 60    |
| 112   | 50 a 54 | 108   |
| 80    | 45 a 49 | 108   |
| 124   | 40 a 44 | 104   |
| 148   | 35 a 39 | 140   |
| 136   | 30 a 34 | 152   |
| 128   | 25 a 29 | 152   |
| 64    | 20 a 24 | 40    |
| 148   | 15 a 19 | 72    |
| 120   | 10 a 14 | 116   |
| 136   | 5 a 9   | 108   |
| 92    | 0 a 4   | 92    |

## Economia
El 2007 la població en edat de treballar era de 2.100 persones, 1.614 eren actives i 486 eren inactives. De les 1.614 persones actives 1.468 estaven ocupades (769 homes i 699 dones) i 146 estaven aturades (69 homes i 77 dones). De les 486 persones inactives 146 estaven jubilades, 205 estaven estudiant i 135 estaven classificades com a «altres inactius».

### Ingressos
El 2009 a Neuilly-en-Thelle hi havia 1.196 unitats fiscals que integraven 3.066,5 persones, la mediana anual d'ingressos fiscals per persona era de 20.880 €.

### Activitats econòmiques
Dels 155 establiments que hi havia el 2007, 4 eren d'empreses extractives, 3 d'empreses alimentàries, 3 d'empreses de fabricació de material elèctric, 9 d'empreses de fabricació d'altres productes industrials, 23 d'empreses de construcció, 30 d'empreses de comerç i reparació d'automòbils, 9 d'empreses de transport, 11 d'empreses d'hostatgeria i restauració, 3 d'empreses d'informació i comunicació, 7 d'empreses financeres, 8 d'empreses immobiliàries, 17 d'empreses de serveis, 16 d'entitats de l'administració pública i 12 d'empreses classificades com a «altres activitats de serveis».
Dels 45 establiments de servei als particulars que hi havia el 2009, 1 era una oficina d'administració d'Hisenda pública, 1 oficina de correu, 4 oficines bancàries, 4 tallers de reparació d'automòbils i de material agrícola, 1 autoescola, 6 paletes, 1 guixaire pintor, 2 fusteries, 5 lampisteries, 2 electricistes, 1 empresa de construcció, 3 perruqueries, 1 veterinari, 7 restaurants, 4 agències immobiliàries i 2 salons de bellesa.
Dels 11 establiments comercials que hi havia el 2009, 1 era un hipermercat, 1 una botiga de més de 120 m², 3 fleques, 1 una fleca, 1 una peixateria, 1 una llibreria, 1 una botiga d'equipament de la llar, 1 una botiga d'electrodomèstics i 1 una joieria.
L'any 2000 a Neuilly-en-Thelle hi havia 13 explotacions agrícoles.

## Equipaments sanitaris i escolars
Els 2 equipaments sanitaris que hi havia el 2009 eren farmàcies.
El 2009 hi havia 1 escola maternal i 2 escoles elementals. Neuilly-en-Thelle disposava d'un col·legi d'educació secundària amb 740 alumnes.

## Poblacions més properes
El següent diagrama mostra les poblacions més properes.